# Università degli Studi di Bergamo
L'Università degli studi di Bergamo (abbreviata in UniBg) è una università statale italiana fondata nel 1968.

## Storia
La prima struttura universitaria nella città di Bergamo fu la Scuola superiore di giornalismo e mezzi audiovisivi, scuola biennale di specializzazione post laurea, nata su iniziativa dell'Università Cattolica del Sacro Cuore di Milano e con il concorso del Comune di Bergamo, sotto la direzione del professor Mario Apollonio, aperta nel 1961 e ubicata nel Palazzo del Podestà sulla Piazza Vecchia.
Il 16 novembre 1968 fu costituito il "Consorzio per l'istituzione di facoltà universitarie in Bergamo" che vedeva la presenza del comune, dell'amministrazione provinciale e della camera di commercio. In seguito alla chiusura del corso di lingue straniere presso l'Università Bocconi di Milano, nello stesso 1968 si scelse di dar vita all'Istituto di Lingue e Letterature Straniere, attraverso un comitato ordinatore presieduto dal professor Vittore Branca. Lo statuto dell'Istituto Universitario fu approvato nel dicembre del 1968.

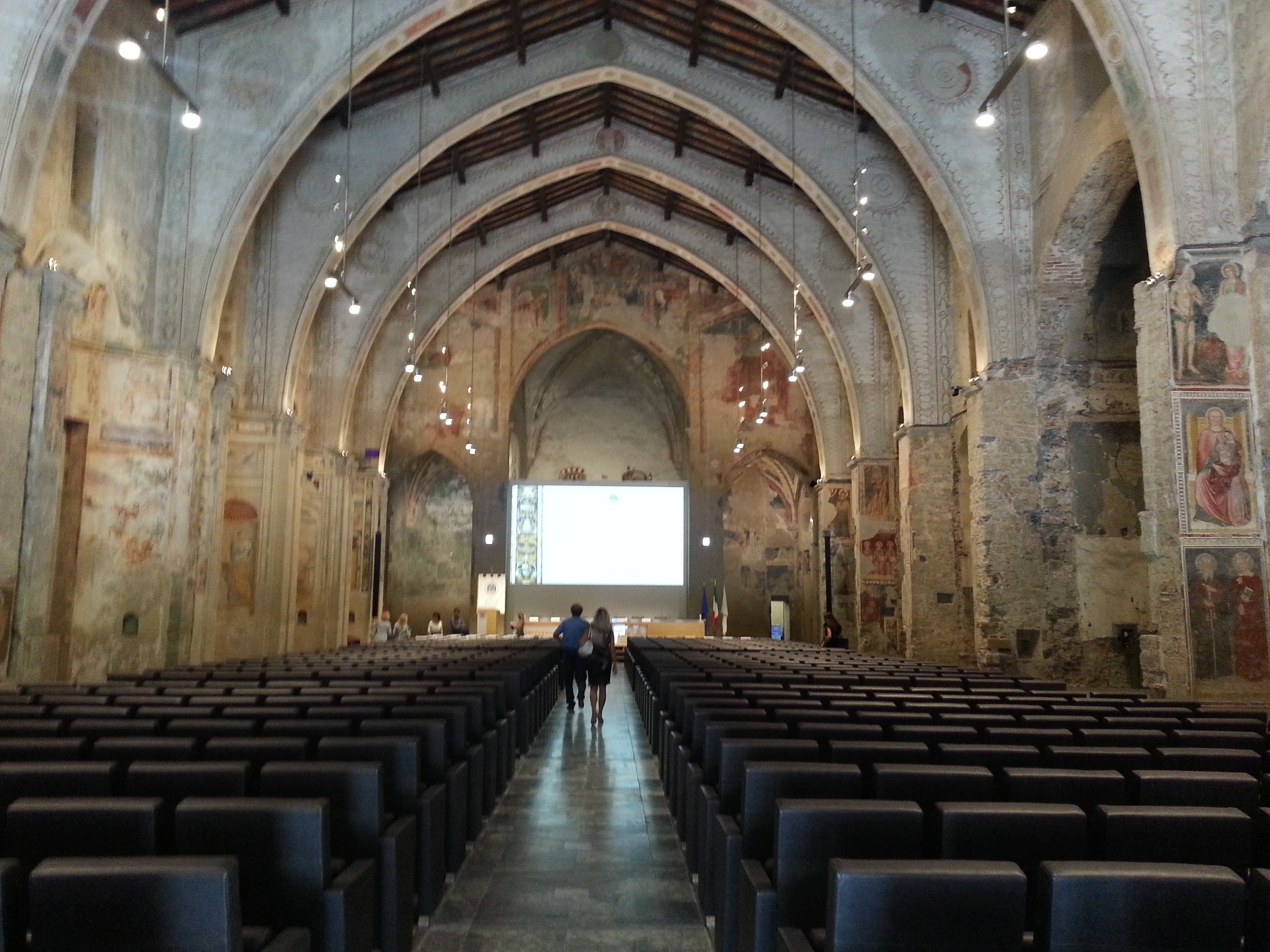
Aula magna dell'Università degli Studi di Bergamo, ricavata dalla ex Chiesa di Sant'Agostino dove, secondo Luigi Tadini, il giovane monaco Martin Lutero officiò la sua prima messa quando fu ospite presso l'omonimo convento oggi complesso universitario.

I corsi iniziarono nell'anno accademico 1968-69, rettore lo stesso Branca, con l'attivazione delle cinque lingue fondamentali (francese, inglese, spagnolo, russo, tedesco). Nel 1974, sotto la gestione del rettore Serio Galeotti, fu istituito il corso di laurea in economia e commercio.
Il potenziamento degli studi in campo economico procede regolarmente sotto la guida del rettore Giorgio Szegö fino a portare, nel 1985, alla nascita della facoltà di economia e commercio. Durante il rettorato di Pietro Enrico Ferri, nel 1991, viene attivata a Dalmine la facoltà di ingegneria con il corso di laurea in ingegneria gestionale, al quale seguirà subito dopo il corso di laurea in ingegneria meccanica, mentre il 1º novembre 1992, con il nome di Università degli Studi di Bergamo, l'ateneo diventa un organismo statale.
Durante il mandato del rettore Alberto Castoldi (1999-2009) vengono istituite la facoltà di lettere e filosofia, con l'inserimento dei nuovi corsi di psicologia clinica e scienze dell'educazione, e la facoltà di giurisprudenza (2004). Nel 2001, avviene il trasferimento della facoltà di economia da Città alta a Bergamo bassa, in via dei Caniana. Con l'insediamento nel complesso di Sant'Agostino e nel vicino ex Collegio Baroni, che costituiscono il nucleo di un nuovo polo umanistico, e il trasferimento di alcuni uffici nella sede di via San Bernardino, portando gli spazi complessivi a oltre 40.000 metri quadrati.
Dal 2009 al 2015 il rettore è stato Stefano Paleari e viene inaugurata l'aula magna presso l'ex chiesa trecentesca di sant'Agostino.

## Struttura
Dipartimenti
L'ateneo è organizzato in 8 dipartimenti:
- Giurisprudenza
- Ingegneria e scienze applicate
- Ingegneria gestionale, dell'informazione e della produzione
- Lettere, filosofia, comunicazione
- Lingue, letterature e culture straniere
- Scienze aziendali
- Scienze economiche
- Scienze umane e sociali

## Sedi
L'Università di Bergamo si articola in tre campus – campus umanistico, campus economico-giuridico, campus ingegneristico – che hanno sede in diversi punti della città di Bergamo e a Dalmine. La peculiare dislocazione delle sedi universitarie è frutto non solo del progressivo espandersi dell'Ateneo nel corso degli anni, ma anche di una precisa scelta dell'Università di disseminarsi nel tessuto urbano per interagire al meglio con esso.
- Il campus umanistico è presente nel centro storico (Città Alta), con il Dipartimento di Lingue, letterature e culture straniere collocato nell'edificio quattro-cinquecentesco dell'ex pensionato delle Suore di Carità. Sempre a Bergamo alta, nel secentesco Palazzo Terzi (ex Quattrini), risiede il Rettorato. Il Dipartimento di Scienze umane e sociali si trova invece nel piazzale Sant'Agostino, all'interno di dell'ex monastero dell'Ordine agostiniano, insediatosi a Bergamo nel 1290, dove risiedette per un periodo Martin Lutero durante il suo viaggio in Italia nel 1510, e dove oggi ha anche sede la Biblioteca umanistica. Grazie a un accordo con l'amministrazione comunale, dal settembre 2015 la chiesa sconsacrata dei monaci agostiniani, dove, secondo Luigi Tadini, Lutero celebrò la sua prima messa, è diventata Aula magna dell'Università. Il polo umanistico si completa con il Dipartimento di Lettere, Filosofia, Comunicazione, collocato in via Pignolo, all'interno di un edificio ottocentesco originariamente adibito a convitto (ex Collegio Baroni).
- Il campus economico-giuridico risiede nell'area urbana più recente (Città Bassa), in via dei Caniana, con i Dipartimenti di Scienze aziendali, di Scienze economiche, e il Dipartimento di Giurisprudenza.
- A Dalmine, si trova invece il campus ingegneristico, con il Dipartimento di Ingegneria gestionale, dell'informazione e della produzione, il Dipartimento di Ingegneria e scienze applicate e i laboratori didattici e di ricerca a loro affiliati.

Accanto al campo ingegneristico, risiede il CUS: il Centro Universitario Sportivo di Bergamo.

## Rettori
- Vittore Branca (1968-1972)
- Serio Galeotti (1972-1975)
- Giorgio Szegö (1975-1984)
- Pietro Enrico Ferri (1984-1999)
- Alberto Castoldi (1999-2009)
- Stefano Paleari (2009-2015)
- Remo Morzenti Pellegrini (2015-2021)
- Sergio Cavalieri[4][5] (dal 2021)

## Identità visiva
Nel mese di dicembre del 2018, in occasione del cinquantesimo anniversario della fondazione, l'ateneo revisiona la propria identità visiva: in luogo della dicitura Universitatis Studium Bergomensis, ereditata dal precedente istituto universitario, trova posto quella più consona di Universitas Studiorum Bergomensis. Gli elementi identitari del logo dell'ateneo, seppur sottoposti ad un alleggerimento e semplificazione grafica, permangono gli stessi.

## Galleria d'immagini

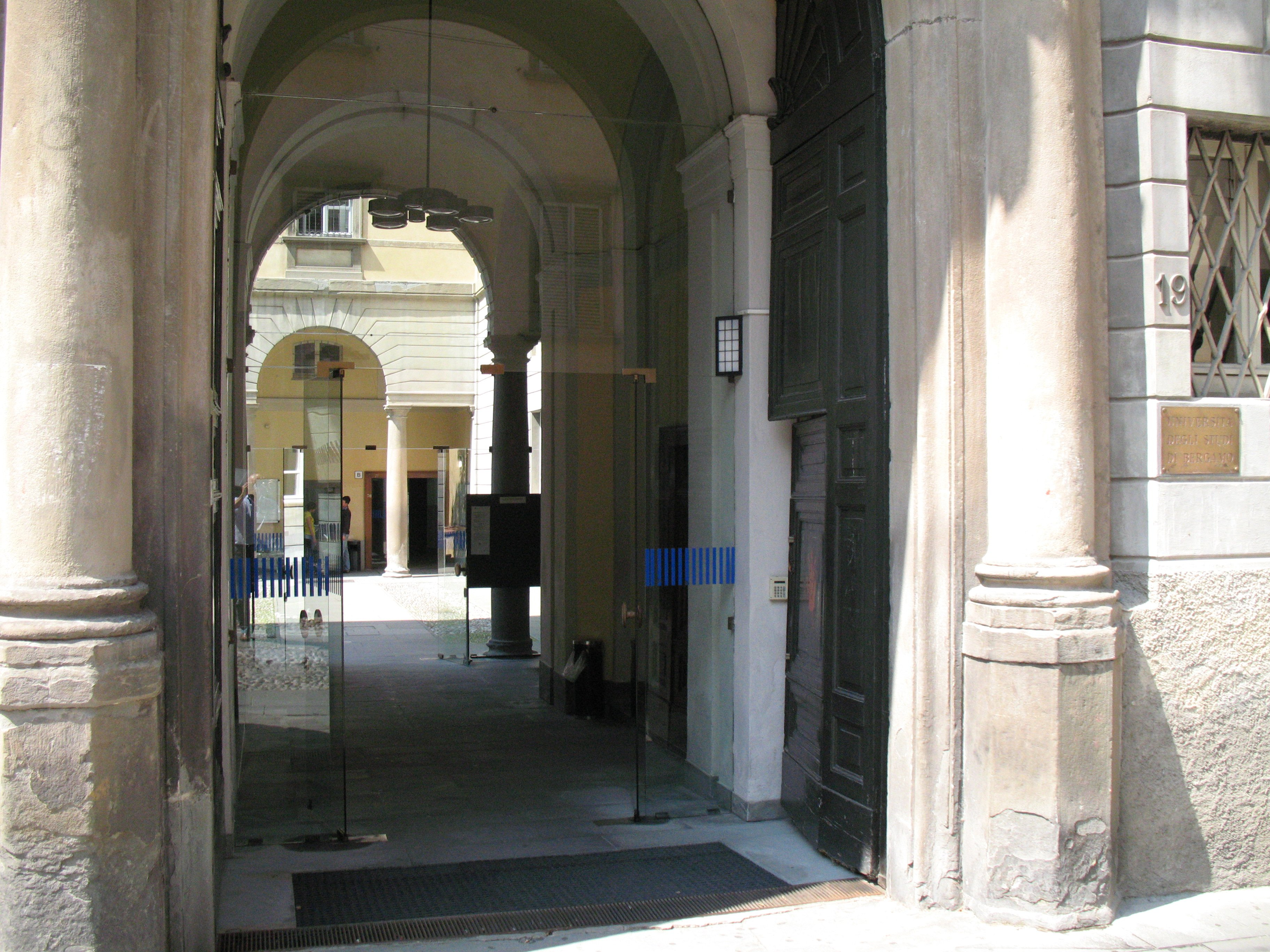
Ingresso principale di Via Salvecchio, sede del Rettorato e del Dipartimento di Lingue, Letterature Straniere e Comunicazione
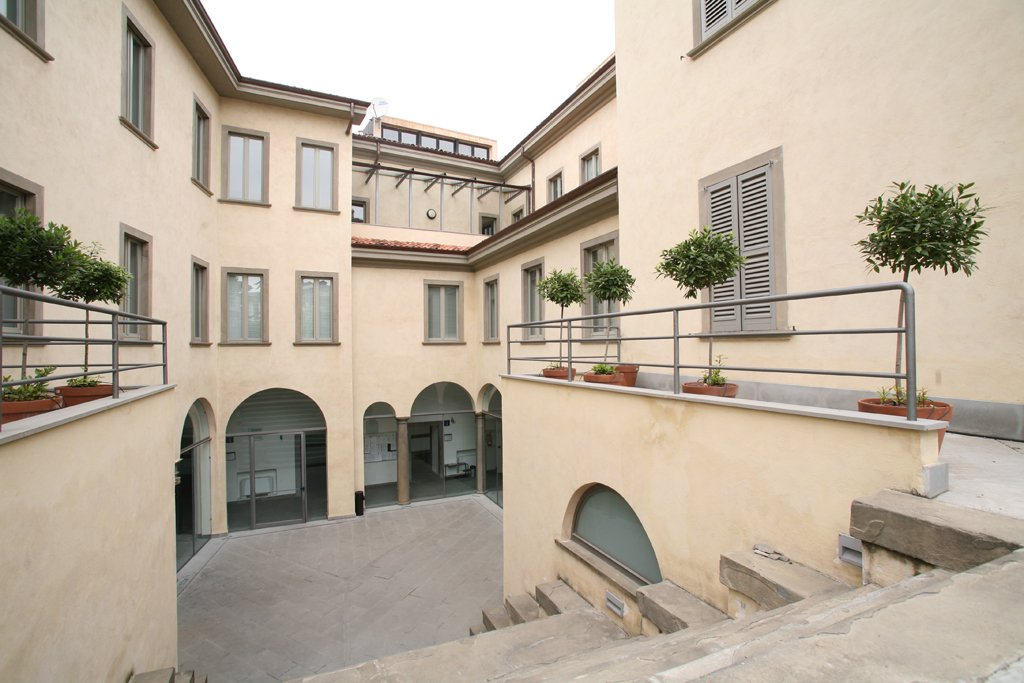
Cortile interno della sede di Piazza Rosate, Dipartimento di Lingue, Letterature Straniere e Comunicazione
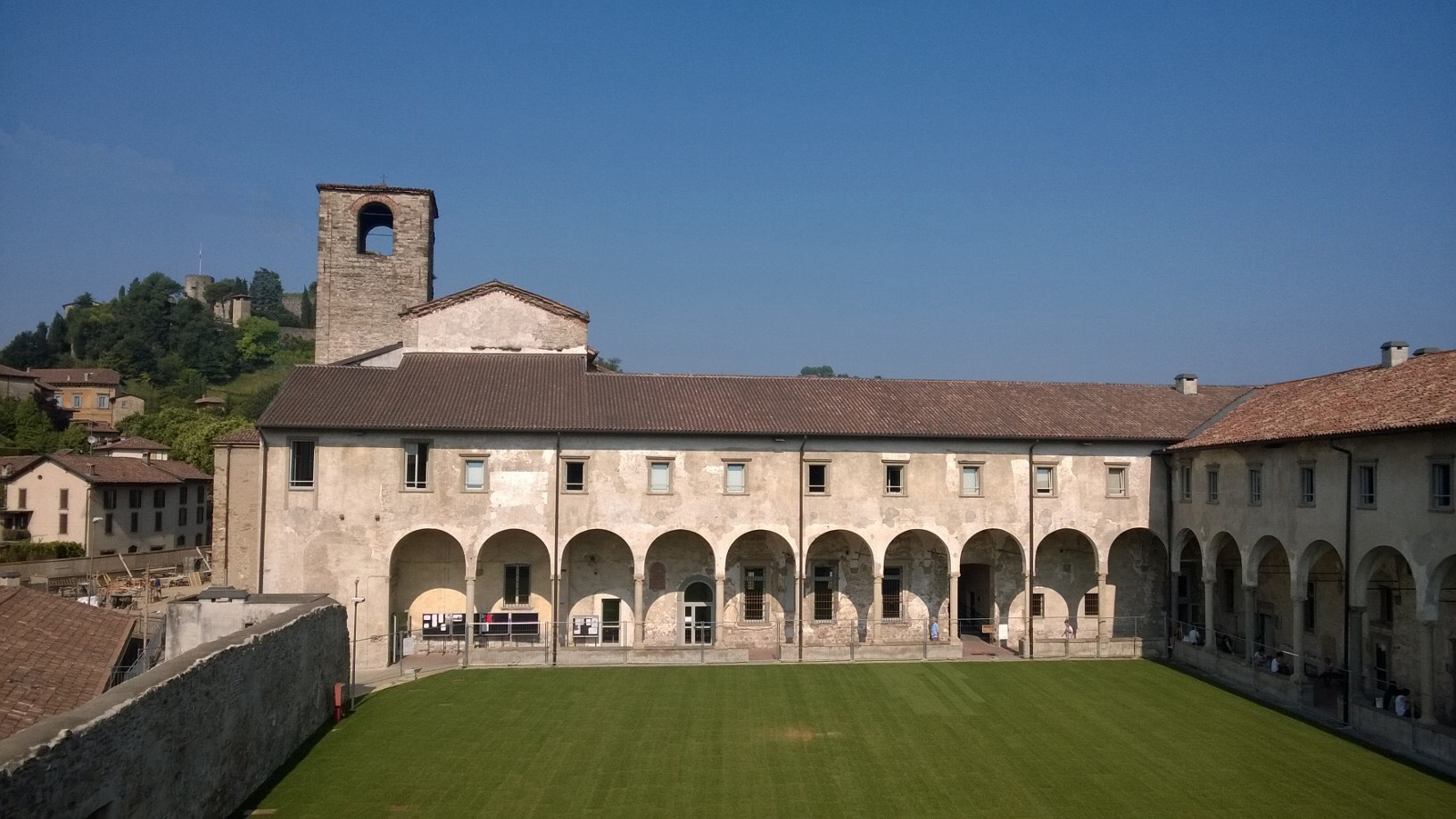
Chiostro interno dell'ex-convento di Sant'Agostino, oggi sede del Dipartimento di Scienze umane e sociali
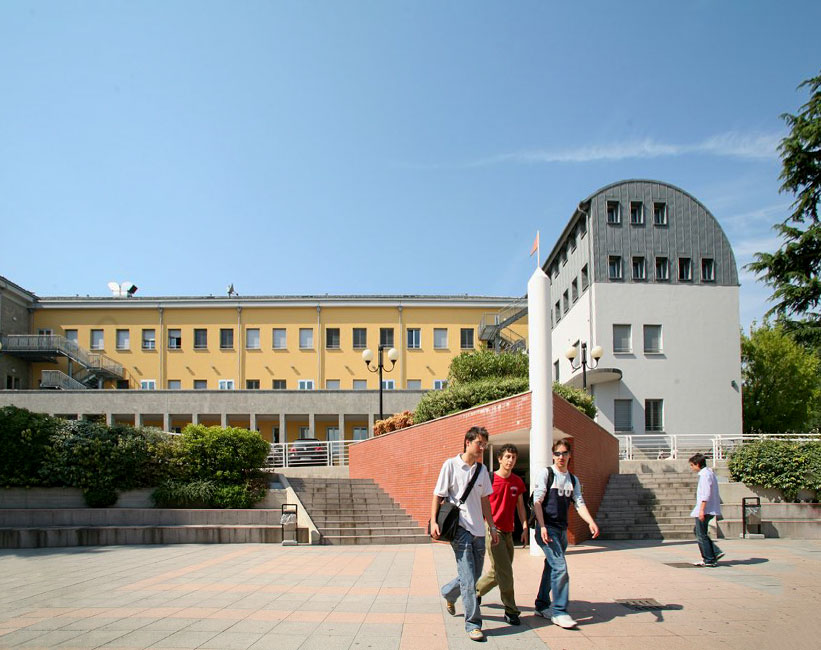
Facciata dell'Edificio B, parte del Campus di Ingegneria a Dalmine (BG)
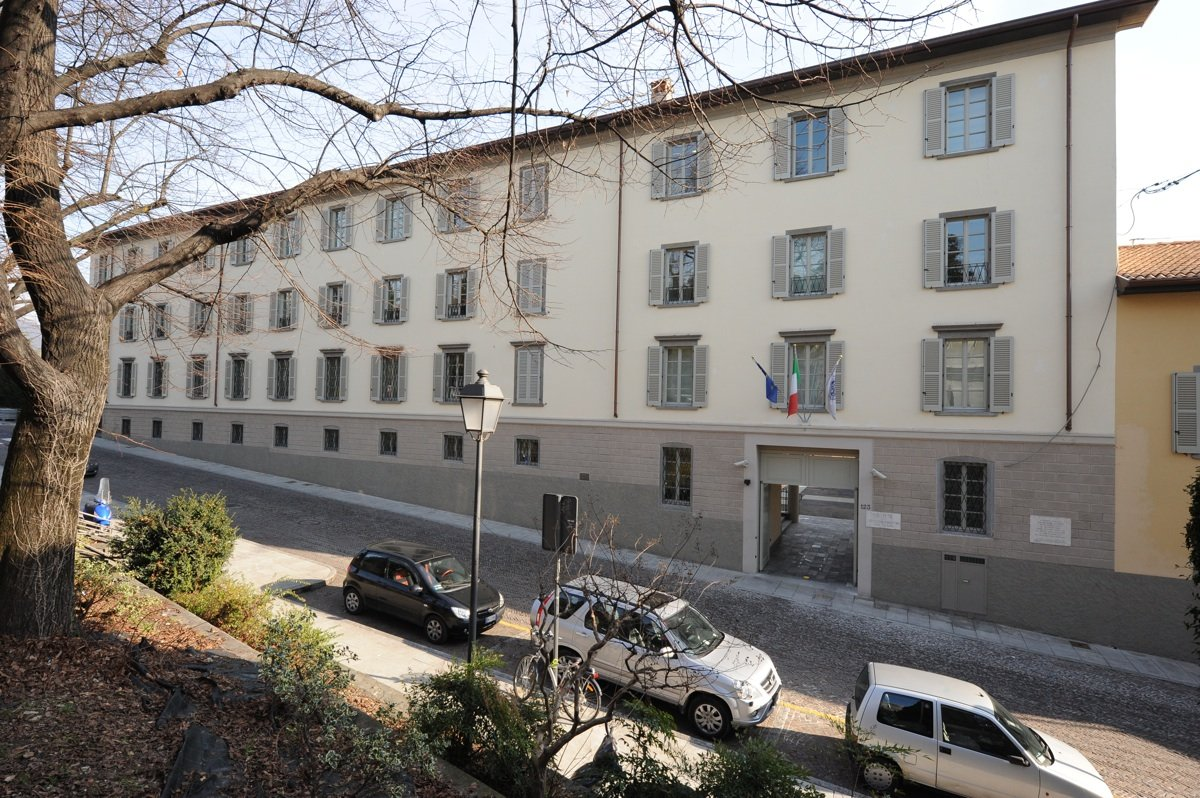
Esterno dell'ex Collegio Baroni, oggi sede del Dipartimento di Lettere e Filosofia in Via Pignolo.
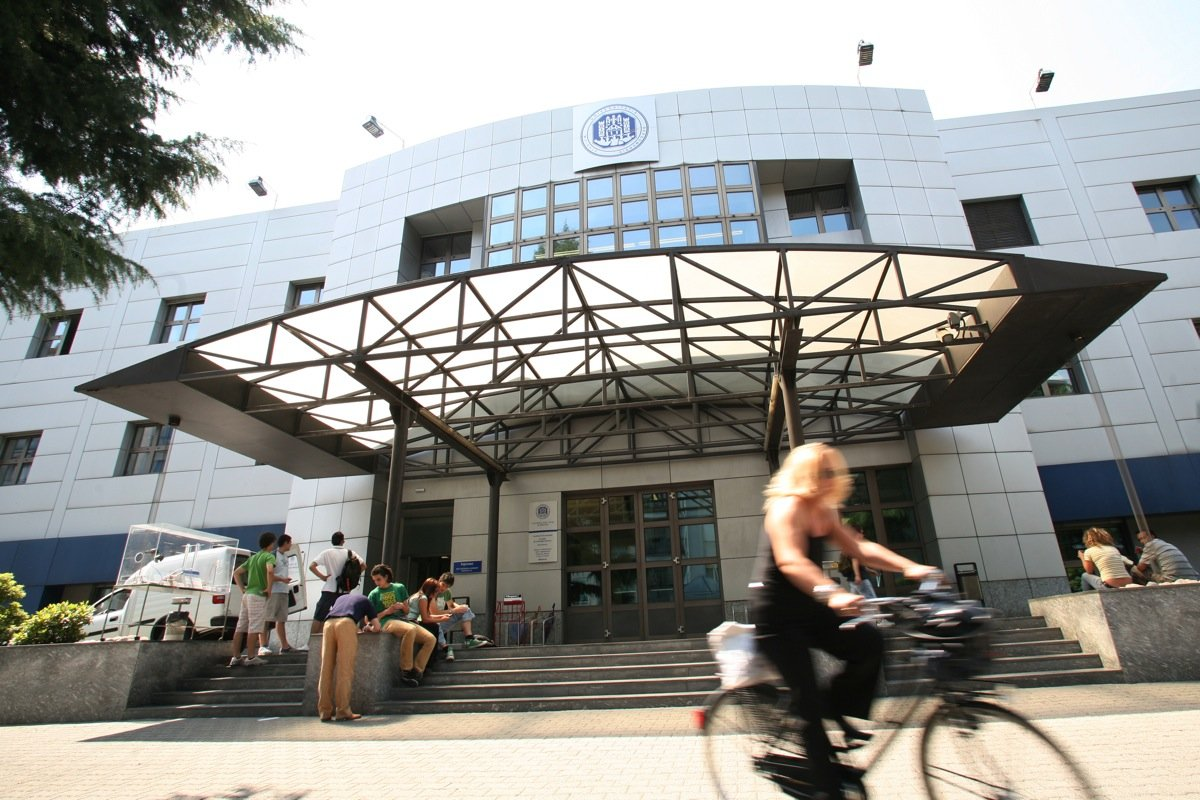
Esterno dell'edificio di Via dei Caniana, sede del Dipartimento di Scienze aziendali, economiche e metodi quantitativi, e del Dipartimento di Giurisprudenza
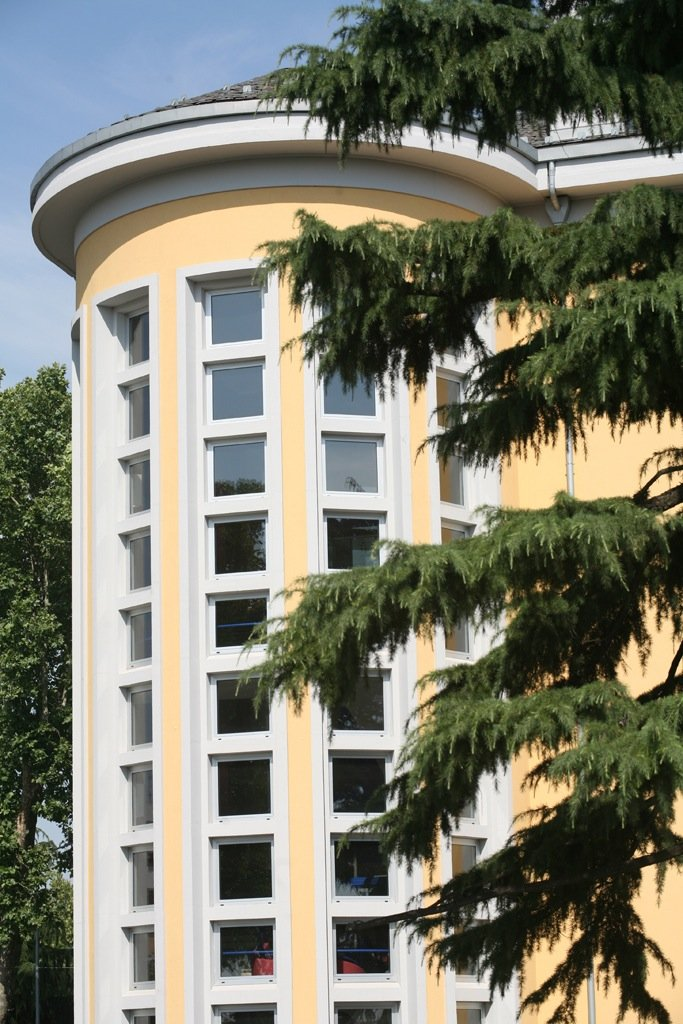
Facoltà di Ingegneria. Edificio B, veduta laterale (Dalmine)
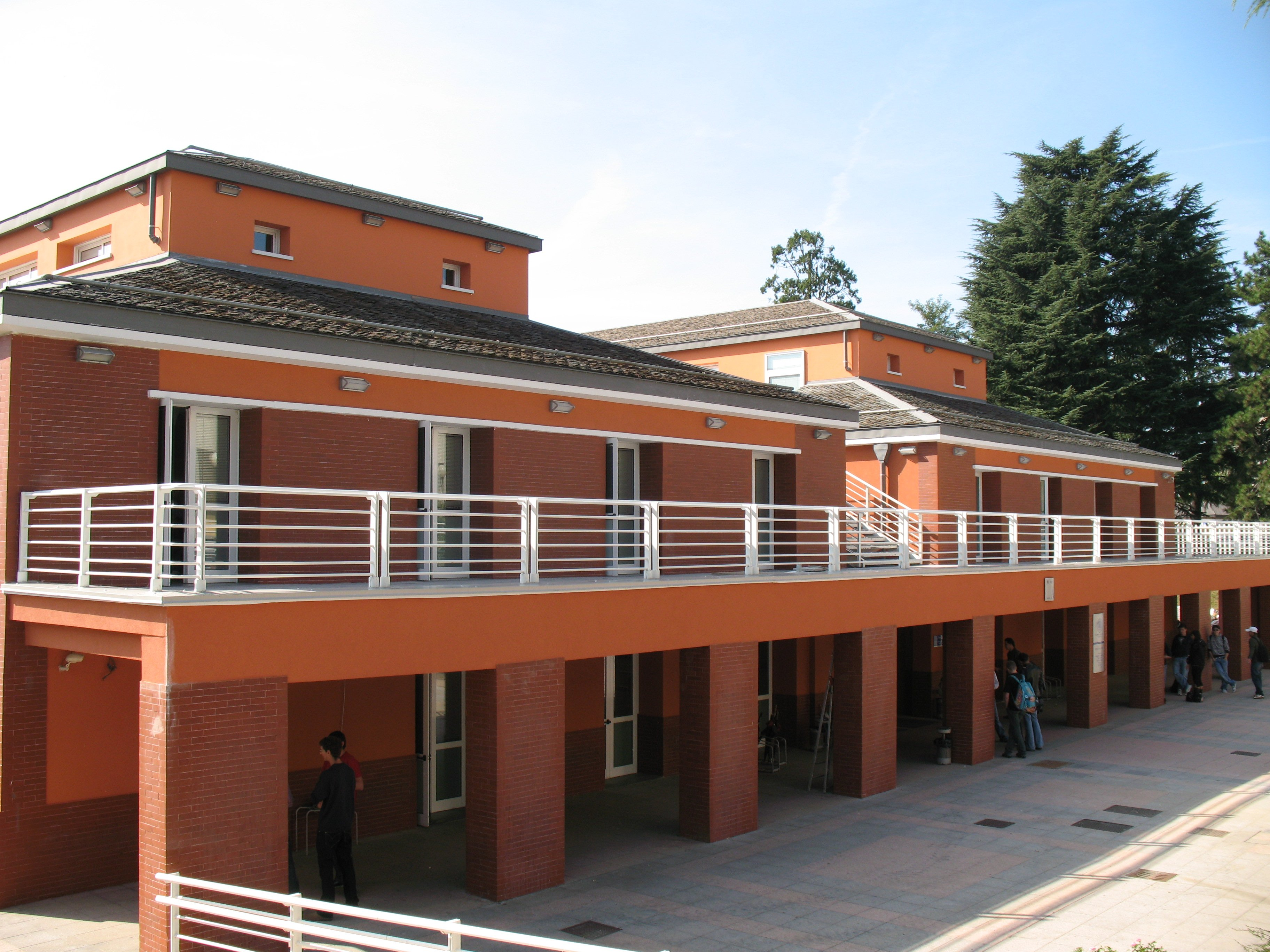
Dalmine. Facoltà di Ingegneria. Edificio A, veduta della facciata (Dalmine)